# 單膛室手槍
單膛室手槍（英語：Pistol），是最常見的一種手槍，只有一個與枪管为一体的膛室。由於在現代，單膛室手槍的使用比率極高，因此人們經常狹義地將單膛室手槍與“手槍”對等。Pistol一詞來自德語，在英語中與Handguns的意義大致相同，但他們的分別是Handguns（手槍）还包括左輪手槍這種有彈巢的多膛室手槍。